# Служебная соединительная ветвь

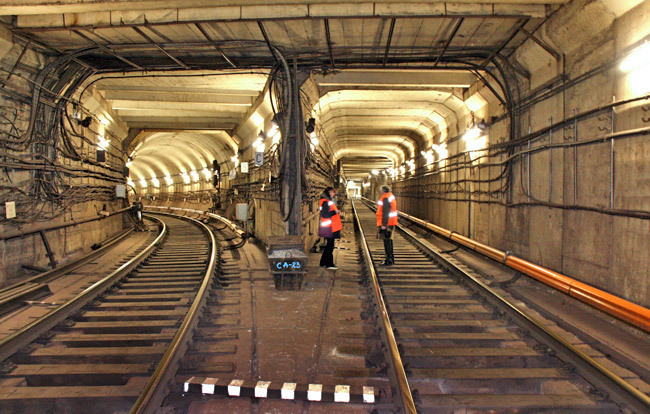
Служебная соединительная ветвь (тоннель слева) в Минском метрополитене от Автозаводской линии (тоннель справа) на Московскую линию

Служебная соединительная ветвь (соединительная ветвь, ССВ; другие названия — межлинейник, передаточный тоннель) — соединительный участок линий метрополитена, использующийся для перевода составов с одной линии на другую, а также их выдачи на неё из депо. В различных транспортных системах, в зависимости от их обустройства, может использоваться или не использоваться для пассажирского движения. Так, в Московском метрополитене пассажирское движение по ССВ осуществлялось при временной совместной маршрутной работе Солнцевской и Большой кольцевой линий в 2018—2020 гг., а в Петербургском метрополитене не осуществляется приблизительно после 2012 года». С 1979 года и до «Размыва» в 1995 году осуществлялись беспересадочные поездки от станции метро «Девяткино» до «Приморской» с проездом по ССВ между «Площадью Восстания» и «Маяковской» (после чего таковое стало невозможным из-за перевода Кировско-Выборгской линии на 7, а затем — 8 вагонов, Невско-Василеостровская рассчитана на 6), также много лет использовались ССВ на участке между станциями «Садовая» и «Достоевская», а потом по ССВ «Садовая» — «Невский проспект». ССВ «Достоевская» — «Садовая» также действовала в пассажирском движении 17 и 18 августа 2024 года в связи с закрытием станции «Спасская» для подключения инфраструктуры действующего метрополитена к перспективному участку до станции «Горный институт».
Название ССВ относят также к ветвям, соединяющим линии с депо и с железной дорогой.
Одна из особенностей — в метрополитене поезда по этому участку в штатном режиме могут двигаться в двух направлениях. Как правило, ССВ являются однопутными. Двухпутные ССВ появляются обычно после преобразования перегона в ССВ при изменении трассы линии.